# إيفا لوتا كيبوس
إيفا لوتا كيبوس هي متزلجة على الجليد إستونية ولدت في 17 يناير 2003.